# استنلی کوبریک: یک زندگی در تصاویر
استنلی کوبریک: یک زندگی در تصاویر یک فیلم مستند است که در آن زندگی فیلم‌ساز آمریکایی استنلی کوبریک را از دوران کودکی تا مرگ را نقل می‌کند و حاوی اطلاعات ارزشمندی برای سینمادوستان است.